# Викторен Галабер
Викторен Галабер (на френски: Victorin Galabert) е католически свещеник, основател на мисията на отците успенци в България и на католическото училище „Св. Андрей“ в Пловдив.

## Биография
Викторен Галабер е роден на 6 ноември 1830 година в Безие, Еро, Франция. Той учи медицина в Монпелие и през 1854 година получава докторска степен по медицина с дисертация на тема „Историческо есе за едрата шарка“. На 29 юни 1855 година се среща с Емануел Д'Алзон в Ним и на следващата година заминава за Рим, където учи богословие и каноническо право. Полага вечните си обети на 30 юни 1856 година в църквата „Свети Петър“ в Рим. Защитава докторска дисертация по църковно право и е ръкоположен за свещеник на 7 юни 1857 година.
От 1858 година до 1862 година отец Галабер е професор по естествените науки в колежа в Ним. През 1862 година Емануел Д'Алзон го изпраща в Цариград, за да основе източната мисия на успенците, която да подготви пътя за унията на българите с католическата църква.
През януари 1864 година отец Галабер, подпомогнат от епископ Андреа Канова, създава в Пловдив началното училище „Св. Андрей“. От 1865 той е богословски съветник на епископ Рафаил Попов. Той изучава активно български език, а по-късно и турски. Участва в работата на Първия ватикански събор като преводач на епископите от източната католическа църква.
През 1876 година Емануел Д'Алзон премества ръководството на източната мисия в Одрин. По време на Руско-турската война от 1877 – 1878 отец Викторен оказва медицинска помощ в Одрин за ранените от двете страни.
През 1885 година при поредното си пребиваване във Франция той умира в Ним на 7 февруари от инсулт.